# Western (auteur de bande dessinée)
Pour les articles homonymes, voir Western (homonymie) et Ferrère (homonymie).
Western, de son vrai nom Stéphanie Ferrère, est une scénariste et dessinatrice de bande dessinée française née le 4 mai 1984 sur l'île de La Réunion, département d'outre-mer dans le sud-ouest de l'océan Indien. Elle est l'auteur d'une série en trois albums parue sous le titre Novia et la Malédiction chez les éditions Orphie à compter de 2009.

## Albums
- Novia et la Malédiction, tome 1, Éditions Orphie, 2009 –  (ISBN 978-2877635363).
- Novia et la Malédiction, tome 2, Éditions Orphie, 2011 –  (ISBN 978-2877636575).
- Novia et la Malédiction, tome 3, Éditions Orphie, 2017 –  (ISBN 979-1029801716).